# ميتش ميرفي
ميتش ميرفي هو سياسي كندي، ولد في 28 أكتوبر 1962 في كندا. حزبياً، نشط في حزب المحافظين التقدمي لجزيرة الأمير إدوارد.